# Match de meilleur deuxième de la Ligue nationale de baseball 2015

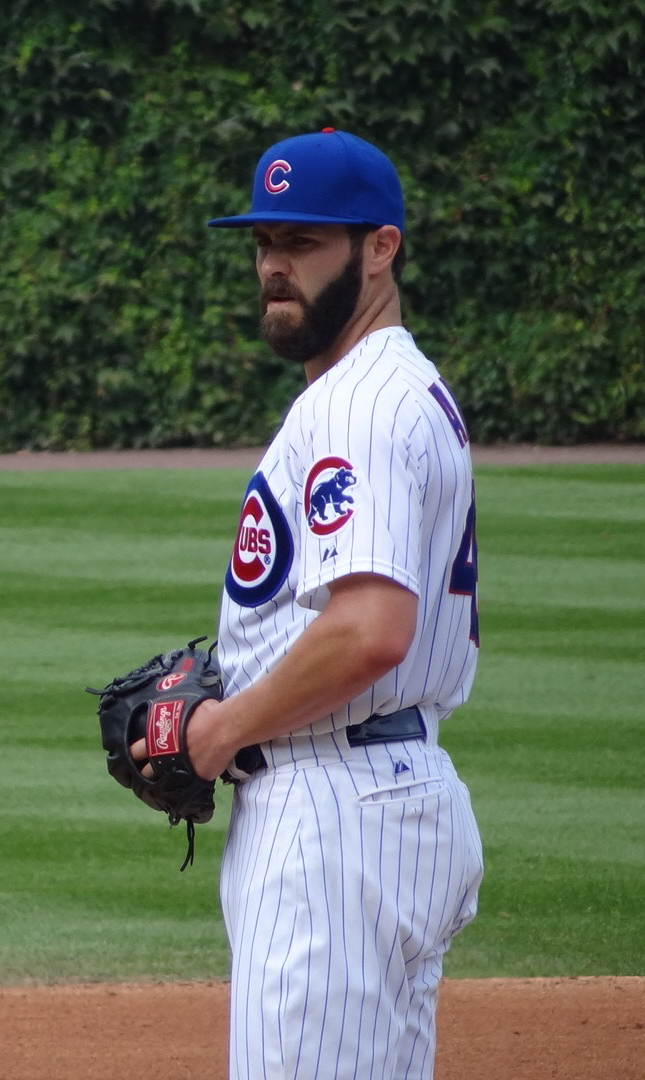
Jake Arrieta lance un match complet pour les Cubs de Chicago le 7 octobre 2015.

Le match de meilleur deuxième de la Ligue nationale de baseball 2015 est un match éliminatoire de la Ligue majeure de baseball joué le mercredi 7 octobre 2015 au PNC Park de Pittsburgh.
Vainqueurs sur le score de 4-0, les Cubs de Chicago éliminent les Pirates de Pittsburgh et se qualifient pour les Séries de divisions de la Ligue nationale.

## Équipes en présence
La rencontre oppose les deux clubs de la Ligue nationale de baseball qualifiés pour les éliminatoires sans être champions de leur division. L'enjeu est une participation à la ronde éliminatoire suivante, les Séries de divisions de la Ligue nationale. Le perdant de ce match est éliminé et sa saison prend fin.
Gagnants de 98 matchs contre 64 défaites en 2015, les Pirates de Pittsburgh remportent 10 parties de plus que la saison précédente et signent leur meilleure saison depuis 1991. Devancés seulement par les Cardinals de Saint-Louis et leurs 100 victoires, ils se classent seconds de la division Centrale de la Ligue nationale, obtenant leur 3e qualification en autant d'années pour le match de meilleur deuxième. Les deux précédents, également joués à Pittsburgh, se sont soldés en 2013 par un succès sur Cincinnati, puis par une défaite en 2014 face aux Giants de San Francisco.
En troisième place de la division Centrale derrière les 100 victoires des Cardinals et les 98 des Pirates, les Cubs de Chicago font bonne figure en 2015 avec 97 victoires et 65 défaites, leur meilleure performance depuis 2008 et leur première qualification en éliminatoires depuis la même année. C'est aussi leur première saison gagnante depuis 2009. Les Cubs n'ont pas gagné une série, ni même un match éliminatoire, depuis 2003.
Il s'agit du premier affrontement de l'histoire entre les Pirates et les Cubs lors des séries éliminatoires. En 19 affrontements entre les deux clubs durant la saison régulière 2015, Chicago est sorti victorieux à 11 reprises. Les Cubs sont le deuxième meilleur club après la pause du match des étoiles (derrière Toronto) avec 50 victoires et 25 défaites, mais les Pirates maintiennent une fiche de 45-29 durant la même période.

### Lanceurs partants
Les lanceurs partants annoncés pour le match sont les droitiers Jake Arrieta pour Chicago et Gerrit Cole pour Pittsburgh. Arrieta a maintenu une moyenne de points mérités de 0,75 en 5 départs face aux Pirates en saison régulière 2015, limitant leurs frappeurs à une moyenne au bâton collective de ,151. Cole a conservé une moyenne de points mérités de 2,13 en 4 départs contre les Cubs durant la saison.

## Déroulement du match
Mercredi 7 octobre 2015 au PNC Park, Pittsburgh, Pennsylvanie.
| Cubs de Chicago | 1 | 0 | 2 | 0 | 1 | 0 | 0 | 0 | 0 | 4 | 7 | 1 |
| Pirates de Pittsburgh | 0 | 0 | 0 | 0 | 0 | 0 | 0 | 0 | 0 | 0 | 4 | 1 |
| Lanceurs partants : CHI : Jake Arrieta PIT : Gerrit Cole Vic. : Jake Arrieta Déf. : Gerrit Cole HRs : CHI : Kyle Schwarber, Dexter Fowler |   |   |   |   |   |   |   |   |   |   |   |   |

Derrière leur as lanceur Jake Arrieta, les Cubs remportent sur le score de 4-0 leur première victoire depuis 2003 en séries éliminatoires. Arrieta réalise le blanchissage, enregistrant 11 retraits sur des prises en 9 manches lancées, sans accorder de but-sur-balles. Il atteint cependant deux frappeurs des Pirates, avant d'être lui-même atteint par le lanceur de relève Tony Watson en 7e manche, ce qui déclenche une mêlée générale sur le terrain.
Kyle Schwarber récolte 3 points produits pour Chicago : il fait compter Dexter Fowler dès la manche initiale puis frappe un coup de circuit de deux points en 3e avec Fowler sur les buts. En 5e, c'est au tour de Fowler de frapper un circuit contre Gerrit Cole. Les Pirates ne frappent que 4 coups sûrs et, tirant de l'arrière 4-0, voient les Cubs neutraliser deux menaces en mettant fin aux 6e et 7e manches avec des doubles jeux, la première fois alors que les buts étaient remplis.
Le match est joué devant 40 889 personnes, la plus imposante foule jamais réunie au PNC Park,.